# ALL MY PARTS

『ALL MY PARTS』（オール・マイ・パーツ）は、GYROAXIAの配信限定シングル。2023年9月8日発売。

## 収録曲
1. ALL MY PARTS (4:19)
  - 作詞：AG（NOISEMAKER）、作曲：HIDE（NOISEMAKER）、編曲：AG・HIDE（NOISEMAKER）

## エピソード
- 全英詞の楽曲となっている。歌唱の際は楽曲提供をしたNOISEMAKERのメンバーが発音指導をした[2]。
- 歌詞の内容は那由多の過去、傷など内面を描いている[2]。